# بروتين إيزوميراز ثنائي الكبريتيد A3
بروتين إيزوميراز ثنائي الكبريتيد A3 (بالإنجليزية: Protein Disulfide-Isomerase A3)‏ (PDIA3) هو إنزيم إيزوميراز يشَفر بواسطة الجين الصبغي الجسمي PDIA3. يوجد في الشبكة البلازمية الداخلية ويتفاعل مع شابرونات اللِيكْتِين كالريتيكولين و كالنيكسين لتنظيم عملية تطوي البروتين السكرية المُخلّقة حديثًا.

## الأهمية السريرية
وجد أن تنظيم تعبير بالإنقاص مرتبط بنتيجة سيئة لحالة المريض في المراحل المبكرة من سرطان عنق الرحم. ووجد أنه مرتبط بسرطان الخلايا الصبغية، وفي سرطان الثدي مرتبط بهجرة الخلايا السرطانية إلى العظم. بالإضافة إلى ذلك، وجد أن زيادة تعبير هذا الجين مرتبط بتليف الكلية.

## التفاعلات
- BACE1[10]
- ERp27[11]
- TAPBP[10][12]
- CRT[10]
- CNX[13][10][12]

## روابط خارجية
- بروتين إيزوميراز ثنائي الكبريتيد A3 في نظام فهرسة المواضيع الطبية (MeSH) للمكتبة الوطنية الأمريكية للطب.
- نظرة شاملة على جميع المعلومات الهيكلية المتاحة في بنك بيانات البروتينات (PDB) لـقاعدة البيانات يونيبروت (UniProt): P30101 ( بروتين إيزوميراز ثنائي الكبريتيد A3) في بنك بيانات البروتين في أوروبا (PDBe-KB).